# Саксофон

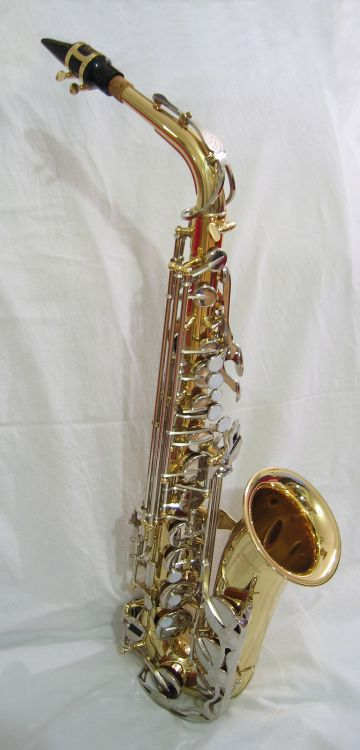
Альт-саксофон Yamaha YAS-25

Саксофо́н (англ. saxophone, італ. saxofono від імені винахідника та грец. φωνη) — духовий музичний інструмент.
Сконструйований 1841 року бельгійським майстром Адольфом Саксом (патент 1846 року). Виготовляється з латуні. Має конічний стовбур, мундштук з одинарною тростю (як у кларнета) та систему клапанів (як у гобоя та флейти), через що належить до сімейства дерев'яних духових.

## Історія

### Винайдення
Саксофон був вперше продемонстрований Адольфом Саксом у 1841 році на виставці в Брюселі. Початково автор називав свій винахід «мундштучним офіклеїдом» — Сакс намагався усунути інтонаційні розбіжності між дерев'яними і мідними інструментами духових оркестрів, заповнити тембровий простір між ними, і для цієї мети зайнявся переробкою офіклеїдів — мідних духових з клапанною системою. Нововведення Сакса полягало головним чином у заміні чашоподібного мундштука одинарною тростиною (як у кларнета), а також у вдосконаленні системи клапанів за принципом німецького флейтиста Теобальда Бема.
12 червня 1842 Гектор Берліоз опублікував у Паризькому часописі «Journal des Debats» статтю, в якій назвав винахід Сакса «саксофоном», згодом ця назва закріпилася за інструментом. Берліоз став також автором першого твору, спеціально написаного для інструментального складу із включенням саксофона — хоралу для голосу і шести духових. Окрім саксофона в хоралі використовують інші інструменти, вдосконалені Саксом, зокрема бас-кларнет. 3 лютого 1844 композитор сам диригував оркестром, а вже в грудні саксофон вперше з'явився в оперному оркестрі на прем'єрі опери Жоржа Кастнера «Останній цар Юдеї». У тому ж році саксофон був представлений на промисловій виставці в Парижі.
21 березня 1846 а Сакс отримав патент на «систему духових інструментів, названих саксофонами», що включала вісім різновидів. За рік до того саксофони разом з іншими сконструйованими інструментами, саксгорнами і саксотрубами, були введені до французьких військових оркестрів для заміни гобоїв, фаготів і валторн.

### Входження до європейської музики

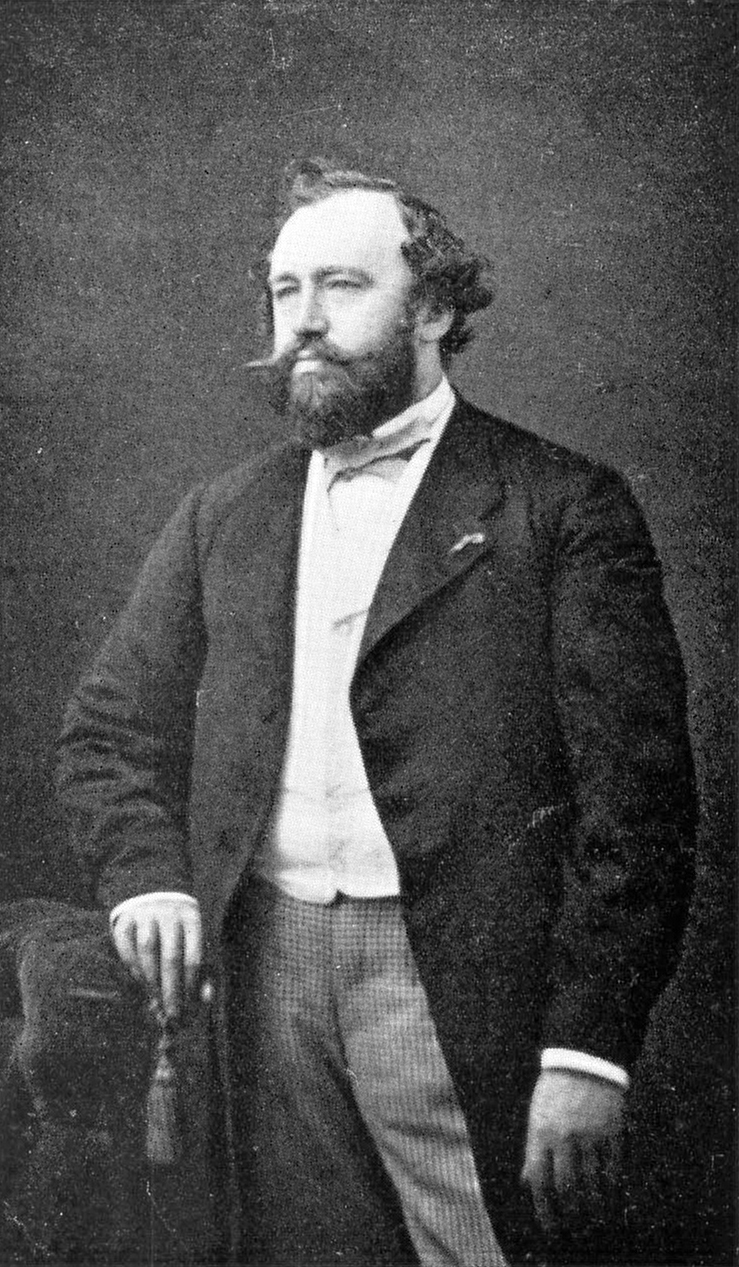
Адольф Сакс

Будучи знавцем оркестровки і можливостей інструментів, Берліоз включив до своєї праці «Мистецтво інструментування» досить велику статтю про саксофони і дав цим інструментам позитивну характеристику. Композитори періодично включали саксофон до оркестрів (як правило, в операх): Галеві — «Вічний жид» (1852), Мейєрбер — «Африканка» (1865), Тома — «Гамлет» (1868) і «Франческа да Ріміні» (1882), Деліб — «Сільвія» (1876), Массне — «Король Лахорський» (1877) , «Іродіада» (1881) і «Вертер» (1886), Сен-Санс — «Генріх VIII» (1883), Венсан д'Енді — «Лютий» (1895) та інші. У симфонічному оркестрі саксофон використовували набагато рідше, один з найвідоміших випадків його застосування — музика Жоржа Бізе до драми Альфонса Доде «Арлезіанка» (1874), де інструмент має два великі сольні епізоди.
У 1857–1870 роках Сакс викладав гру на саксофоні у військовому училищі при Паризькій консерваторії. За ці роки він підготував ряд першокласних музикантів і надихнув композиторів на створення творів, написаних спеціально для саксофона. Однак через вибух Франко-прусської війни (1870), попит на новий інструмент зменшився, клас саксофона в Паризькій консерваторії був закритий до 1942 року, а центр розвитку інструмента перемістився до Америки.

### Входження до джазу
Кінець XIX століття в США є епохою зародження джазу, і саксофон, завдяки специфічному звукові та величезним можливостям вираження, швидко завоював популярність у цьому музичному напрямку. Приблизно з 1918 року, за висловом одного з критиків, країну заполонила «саксофономанія». Налагоджене масове виробництво цих інструментів сприяло їх швидкому поширенню, і навіть ранні джазові записи кінця 1910-х — початку 1920-х років свідчать про велику популярність саксофона в джазі.
В епоху свінгу (з середини 1930-х років) стали модними джазові оркестри (біґбенди), в яких група саксофонів стала обов'язковою. Як правило, до складу такого оркестру входило не менше п'яти саксофонів (два альтових, два тенорових і один баритоновий), однак склад міг змінюватися, при цьому один з саксофоністів також інколи грав на кларнеті, флейті або різновиді саксофона (сопрано або сопраніно). Серед видатних саксофоністів цього часу, що грали соло — Лестер Янг (1909—1954), Коулмен Гокінс (1904—1969), пізніше — Чарлі Паркер (1920—1955).

### XX століття
Проникнення джазу до Європи 1920 сприяло відродженню зацікавлення до інструмента і в європейських країнах. До саксофона звернулися такі композитори як Даріюс Мійо, Моріс Равель, Пауль Хіндеміт, а з 1930-х років і радянські композитор — Дмитро Шостакович, Арам Хачатурян та інші. Саксофон став одним з провідних інструментів. У другій половині XX століття великими виконавцями були Джуліан «Кененбол» Едерлі (1928—1975), Джон Колтрейн (1926—1967), Джері Маліґен, Бад Шенк, Філ Вудс та багато інших.
З 1969 року регулярно відбуваються Всесвітні конгреси саксофоністів, у рамках яких проводять конкурси та фестивалі, видаються книги і періодичні видання. 1995 року в Бордо був відкритий Європейський центр саксофона, завданням якого є збирання всіх матеріалів, що мають відношення до саксофона, і подальше впровадження цього інструмента до сучасної музики.
Серед відомих українських виконавців — Київський квартет саксофоністів на чолі з заслуженим артистом України Юрієм Василевичем створений у 1985. Саксофон викладається у Національній музичній академії Україні та інших музичних закладах країни.

## Будова саксофона

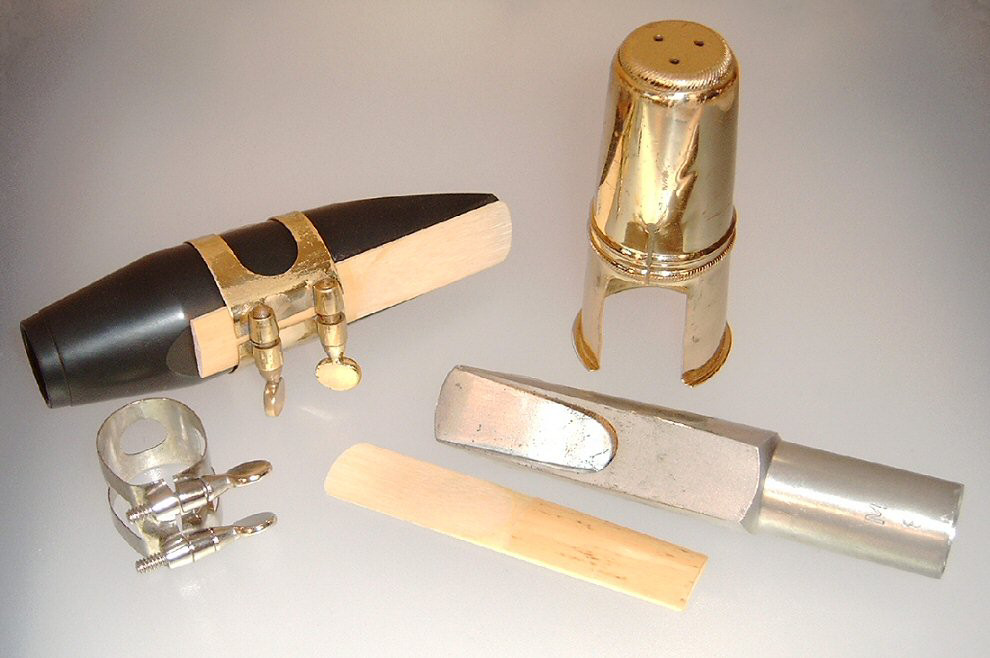
Мундштуки, трості, лігатури, ковпачок тенорового саксофона

Саксофон виготовляють, як правило, зі сплавів: томпаку (сплаву міді і цинку), пакфонгу (той самий склад, з додаванням нікелю) або латуні. Конічну трубку саксофона для компактності вигинають у формі цибуха. Високі різновиди саксофона (сопрано і сопраніно) мають невелику довжину і тому зазвичай не згинаються. Сучасні фірми-виробники музичних інструментів інколи випускають прямі басові саксофони і, навпаки, вигнуті сопранові, але це практикується рідко, як експеримент.
Саксофон складається з трьох частин: розтруба, власне корпусу, і «ески» (тонкої трубки, що продовжує собою корпус). На еску насаджується мундштук, будова якого дуже схоже на будову мундштука кларнета: він також має дзьобоподібну форму, виготовляється з чорного ебоніту чи пластику, а іноді з металу. Різноманіття жанрів і напрямів, в яких використовують саксофон, визначило велику кількість варіантів будови самого мундштука в залежності від необхідного звучання.
Мундштуки відрізняються один від одного за такими параметрами, як «паща» (відстань від кінчика трості до верхнього кінчика мундштука) і довжина виїмки (довжина вільної частини притиснутої до мундштука трості). Для класичного виконання використовують мундштуки з меншими пащами, для інших жанрів — з ширшими.

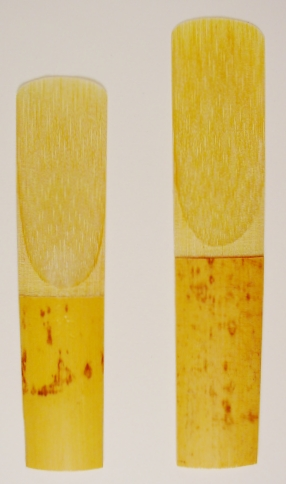
Трості альтового (ліворуч) і тенорового саксофонів

Звукоутворюючим елементом саксофона є трость (язичок), яка теж схожа за будовою з тростю кларнета. Зазвичай для її виготовлення застосовується бамбук або очерет, однак деякі моделі робляться із синтетичних матеріалів. Залежно від різновиду саксофона, та його призначення, трості мають різні розміри.
Палиця прикріплюється до мундштука за допомогою особливого пристосування — лігатури (машинки) — невеликого хомутика з двома гвинтами. Лігатура для класичного саксофона робиться з металу, джазові музиканти використовують також і шкіряні лігатури, що надають трості вільніші коливання.
Для збереження трості від випадкового пошкодження використовують спеціальний металевий або пластмасовий ковпачок, який надягають на мундштук, коли інструмент довго не використовують.
Саксофон має складну систему клапанів, що закривають і відкривають отвори на його корпусі. Їх кількість варіюється від 19 до 22 в залежності від різновиду інструмента.

## Різновиди саксофонів
Існує декілька різновидів саксофонів:

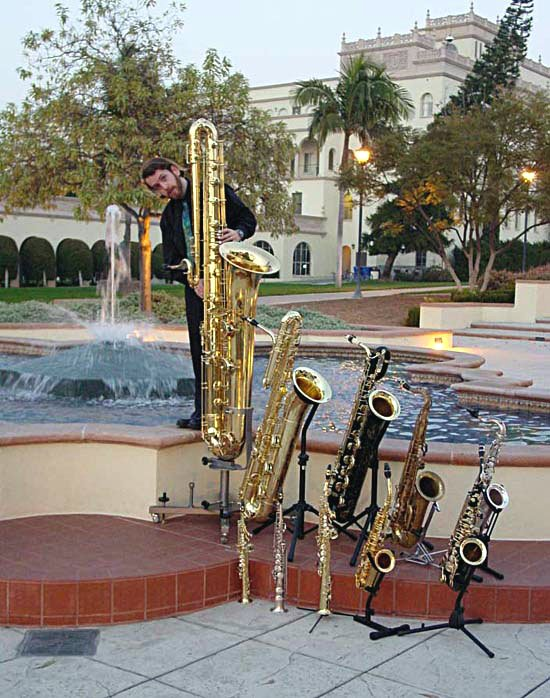
Сімейство саксофонів

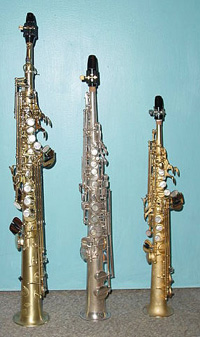
Сопранові (in B, in C) та сопраніновий (in Es) саксофони

- Сопраніно — у вигляді прямої труби, найвищий за теситурою різновид. Як правило в строї Es
- Сопрано — звучання делікатне й солодке, як правило у вигляді прямої труби, в строї B (рідше C)
- Альт — багате й тепле звучання, найпоширеніший різновид — у вигляді S, в строї Es (рідше F)
- Тенор — чисте й виразне звучання, у вигляді S, в строї B (рідше C)
- Баритон — глибоке, дещо хрипкувате звучання, у вигляді S із підвищенням в верхній частині, в строї Es (рідше F)
- Бас — порівняно рідко вживаний різновид, в строї B (рідше C)

Початково Сакс сконструював дві групи саксофонів. Перша група включала інструменти in C і in F — вони призначалися для симфонічних оркестрів, друга група — інструменти in B та in Es — призначалася для військових духових оркестрів. Однак незабаром з'ясувалося, що інструменти військових оркестрів мають ряд переваг перед саксофонами in C і in F. Поступово інструменти «симфонічних» строїв вийшли з ужитку і після 1930 року масово вже не випускалися, хоча сопрановий саксофон in C зрідка використовується деякими музикантами.
Діапазон саксофона складається з трьох регістрів: низького, середнього і високого, і покриває дві з половиною октави. У деяких сучасних творах використовують «фальцетний» регістр (вище високого), що досягається за допомогою спеціальної аплікатури, яка дозволяє досягти «флажолетного» гармонійного звучання.

## Техніка гри на саксофоні

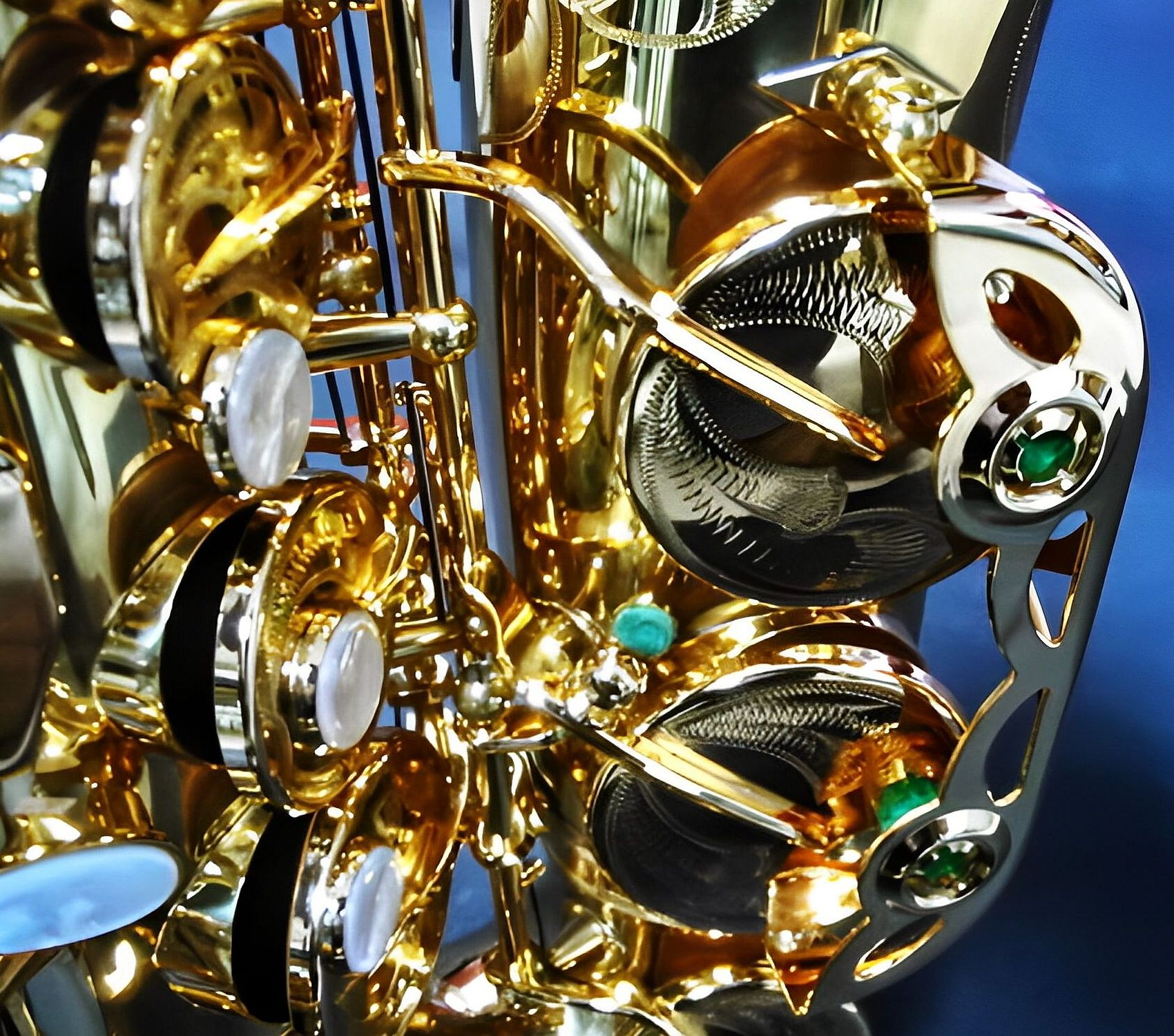
Фрагмент клапанного механізму альтового саксофона

Аплікатура саксофона близька до аплікатури гобоя, а принцип видобування звуку подібний до звуку видобування на кларнеті. При цьому регістри саксофона однорідніші, ніж регістри кларнета.
Можливості саксофона дуже широкі: за технічною рухливістю, особливо в легато, він конкурує з кларнетом, можлива велика амплітуда вібрації звуку, чітке акцентоване стаккато, ґліссандування. До того ж саксофон має значно більшу, ніж у інших дерев'яних духових, силу звуку (приблизно як у валторни). Його здатність органічно зливатися як з групою дерев'яних, так і мідних духових допомагає йому успішно поєднувати ці групи за тембром.
У джазі і при виконанні сучасної музики саксофоністи використовують найрізноманітніші прийоми гри — фруллато (тремоло на одній ноті за допомогою язика), резонансне звучання, виконання в надвисокому регістрі з флажолетним звучанням, багатоголосне звучання і ін.

## Використання в музиці XX століття
В академічній музиці саксофони використовують і як сольний інструмент, у складі духових оркестрів та, інколи, у складі симфонічних оркестрів. Як сольний інструмент і як учасник ансамблів саксофон широко використовують у джазі.

### Саксофон у симфонічному оркестрі

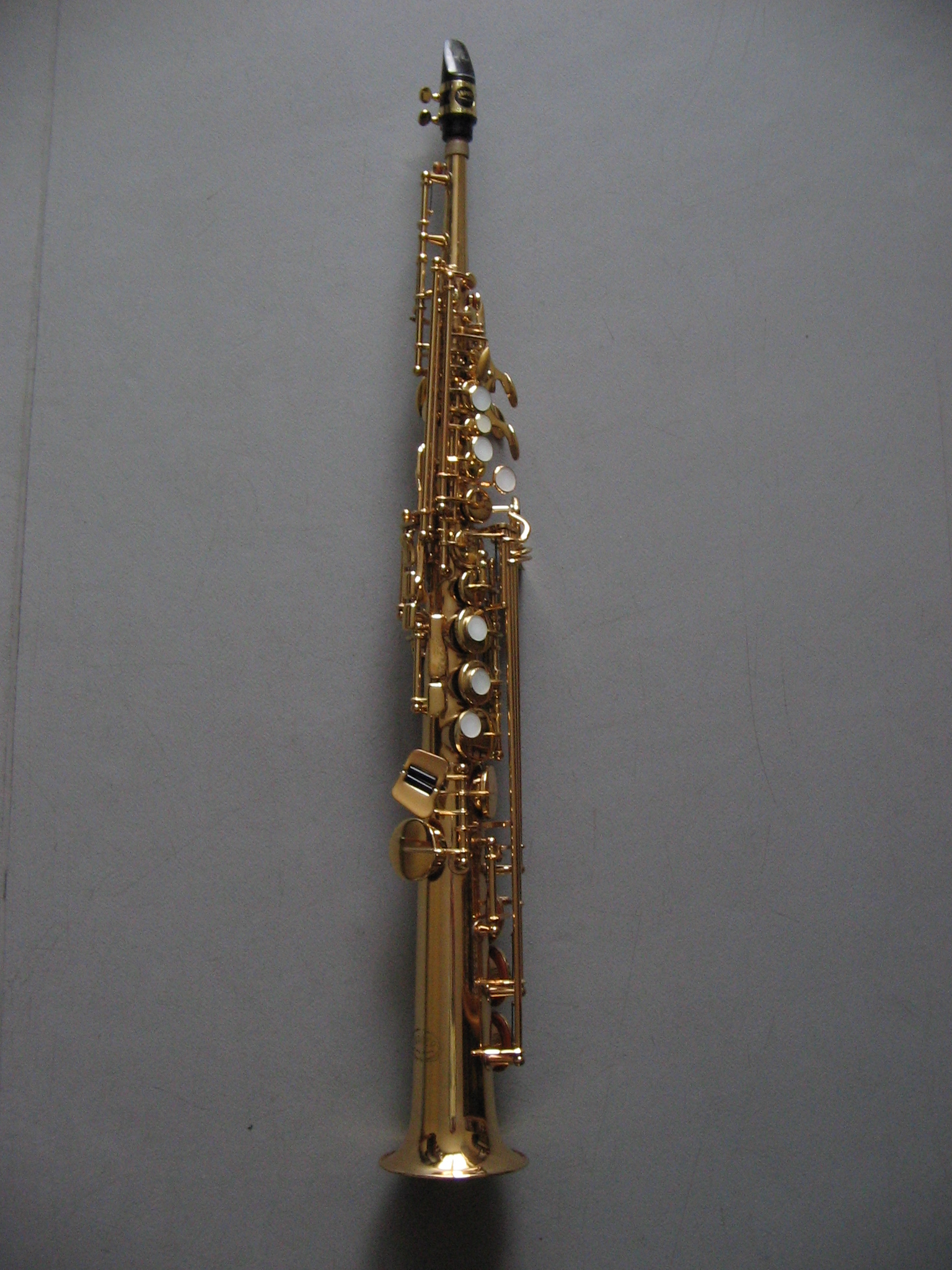
сопрановий саксофон

Початок XX століття позначився відновленням зацікавлення класичних композиторів до саксофона. У 1920-ті роки в свої твори його ввели Даріус Мійо (балет «Створення світу»), Жермен Тайфер, Моріс Равель (у «Болеро» використовують відразу три саксофони — сопраніно, сопрано і тенор), Пауль Хіндеміт (опера «Кардильяк», 1926) та інші. Значну роль для відновлення зацікавлення до інструменту відіграв джаз, який у 1920-ті роки набував популярності в Європі.
У наступне десятиліття саксофон був задіяний у таких творах, як балет «Золота доба» Д. Шостаковича (1930), сюїта «Поручик Кіже» (1934) С. Прокоф'єв, ораторія «Жанна д'Арк на вогнищі» (1935) А. Онеггера, «Концерт пам'яті ангела» і опера «Лулу» А. Берга, балет «Ґаяне» А. Хачатуряна. Ліричне соло саксофона звучить у середній частині «Симфонічних танців» С. Рахманінова.
У творах українських композиторів саксофон використаний у балеті Є. Станковича «Різдвяна ніч», у симфонічному творі О. Щетинського «Глоссолалії».

### Сольні твори для саксофона
Сольний репертуар класичного саксофоніста включає такі твори, як: Рапсодія Дебюссі, Концерт, тв. 109 О. Глазунова, Балади Франка Мартіна, Хорал з варіаціями, тв. 55 Венсана д'Енді; Камерне концертіно Ж. Ібера; «Легенда» Ф. Шмітта; Концерт для двох фортепіано, хору та квартету саксофонів з оркестром (1934) Жермени Тайфер.
У другій половині XX століття серед виконуваних творів для саксофона — Сюїта для саксофона і гітари, тв. 291 (1976), Тріо для трьох саксофонів, тв. 331 (1979), Концерт для саксофона і струнного оркестру, тв. 344 (1980) А. Гованеса; Концерт для квартету саксофонів з оркестром Ф.Гласса (1995); Концерт для саксофона і віолончелі з оркестром М.Наймана (1996) та інші.
Для саксофона писали твори такі українські композитори: Віталій Годзяцький, Олександр Щетинський, Сергій Пілютиков, Володимир Шумейко, Олександр Козаренко, Жанна і Левко Колодуби, Юрій Іщенко, Ганна Гаврилець, Володимир Рунчак, Іван Тараненко, Мирослав Волинський, Мирослав Скорик аранжував для Київського квартету саксофоністів свою знамениту «Мелодію», яка 30 травня 2014 року була виконана разом із французьким саксофоністом Клодом Делянґлом, професором Паризької консерваторії.

### Саксофон в джазі
Починаючи з регтайму, диксиленду та свінгу і закінчуючи авангард-джазом, саксофон є найпопулярнішим інструментом джазу, а врешті символом джазу. Серед найвидатніших джазових саксофоністів:

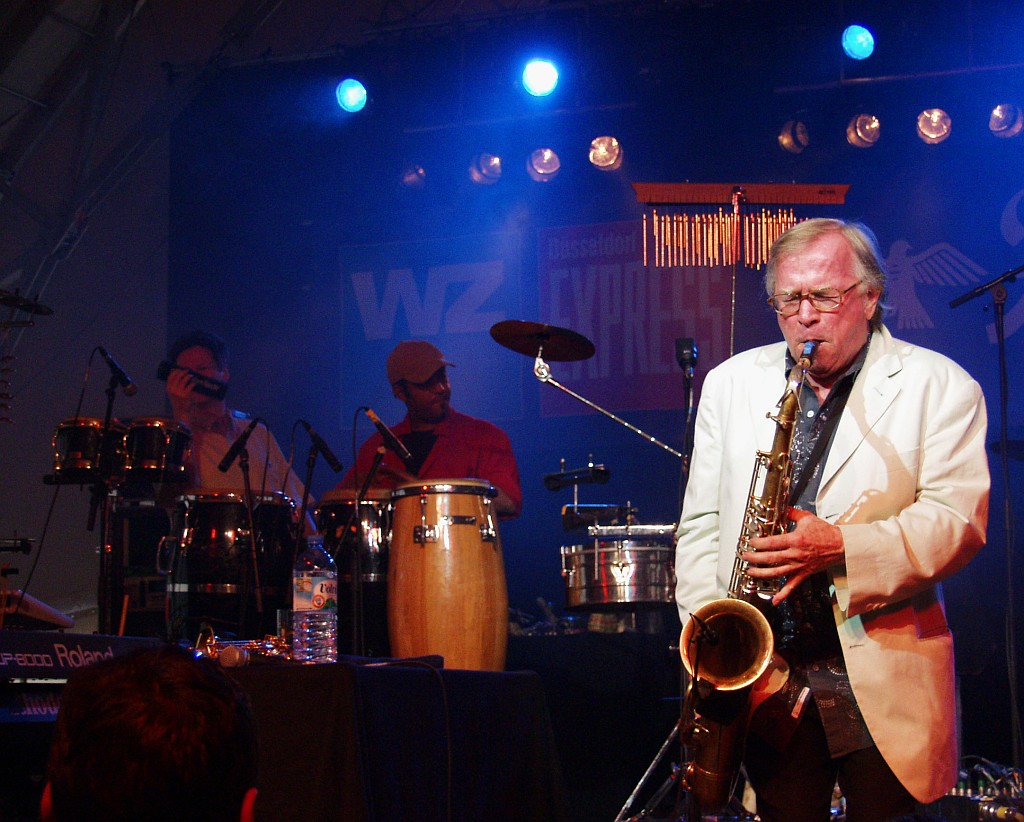
Клаус Долдінгер грає на саксофоні

| - Альберт Ейлер - Ентоні Брекстон - Сідней Беше - Michael Brecker - Орнетт Колмен - Джон Колтрейн - Лол Коксгілл - Декстер Гордон - Едді «Локджо» Девіс - Пол Дезмонд - Лу Дональдсон - Стен Гетц - Ворделл Грей - Коулмен Гокінс - Фаусто Папетті | - Джонні Годжес - Іллінойс Жаке - Роланд Кірк - Стів Лейсі - Джекі Мак-Лін - Марсель Мьюл - Чарлі Паркер - Іван Паркер - Сонні Стітт - Frankie Trumbauer («Tram») - Rudy Weidoeft - Лестер Янг («Prez») - Джон Зорн - Гровер Вашингтон Молодший |